# Невена Николова
Невена Николова е български моделиер на висша мода, абитуриентски и сватбени рокли.
Печели успехи на яхтеното изложение в Монако. Открива модна къща „Невена“ в центъра на София. Лице на модната къща е Мария Илиева.. Става известна най-вече като дизайнер на абитуриентски и сватбени рокли.